# ジャン・マクシミリアン・ラマルク
ジャン・マクシミリアン・ラマルク （Jean Maximilien Lamarque, 1770年7月22日 – 1832年6月1日）は、フランスの軍人、政治家、著作家。のちのランド県出身。ナポレオン戦争期に活躍した。のちにフランスの国会議員となった。

## 概要
ジャン・マクシミリアン・ラマルクは、1770年、フランス南西部（のちのランド県）サン＝スヴェールの有力な一族に生まれた。1791年、軍隊に入ったラマルクは、以後、多くの戦場で活躍し、次第に頭角を現していった。1794年7月には、寡兵でスペインのオンダリビア攻略に成功し、有名になった。
ナポレオンの政権奪取後も、ラマルクはイタリア、スペインなど各地を転戦し、優れた軍功を収めた。彼の戦績で特に目覚ましいものとして、イタリアのカプリ島攻略（1808年）とフランス西部のヴァンデ地方鎮圧戦（1815年）が挙げられる。彼は、ナポリ沖のカプリ島を守るイギリス軍に対して大胆な攻撃を仕掛け、激戦の末、島の攻略に成功した。また、後者の戦いでは、失脚したナポレオンが再び政権を握った際に（百日天下）、ヴァンデ地方の王党派の鎮圧に向かい、撃破した。ヴァンデ地方での戦いはナポレオンから最大級の賛辞を受け、彼をして「驚くべき軍功をあげた、余の望みを上回る功績だ」と言わしめた。
ワーテルローの戦いに敗れたナポレオンが再び失脚しセントヘレナ島に流されると、ラマルクもまた国外追放の身となった。1818年、帰還したラマルクは、政治的には左翼として活動した。彼は、ブルボン家の王政復古下において、アンシャン・レジーム（旧体制）回帰に対する遠慮のない反対者となった。1828年、国会議員に選出され、人気の反体制政治家となった。
1830年、七月革命でブルボン王朝が打倒された際には、レジティミスト（王党派）の蜂起を抑えるため、一軍を率いた。しかし、まもなく彼は、新たに樹立されたルイ・フィリップの立憲君主制を批判する主要人物となった。彼は、人権や政治的自由の擁護を怠っているとして、新体制を攻撃した。フランスがポーランドやイタリアの独立闘争を支援することについては、賛意を示した。そのような主張により、ラマルクは人気を集めた。
1832年6月1日、ラマルクはコレラにより病死した。61歳だった。6月5日、彼の死が誘因となり、パリで六月暴動が発生した。ラマルクの死から暴動の失敗までの顛末は、ヴィクトル・ユーゴーの有名な小説『レ・ミゼラブル』の題材として描かれている。
なお、ラマルクは作家として活動していたことがあり、自身の軍隊での体験や政治・経済に関する意見をまとめ、刊行した。また。彼はジェイムズ・マクファーソン作の「オシアン」の詩篇のフランス語への翻訳に取り組んだこともある。

## 小説『レ・ミゼラブル』
フランスの作家ヴィクトル・ユーゴーの小説『レ・ミゼラブル』では、後半のクライマックスとなる場面において、ラマルクの死から六月暴動に至る経緯が描かれている。小説によると、1832年のパリには民衆の不満が渦巻き、何かのきっかけさえあれば爆発する寸前の状況であった。ラマルクは民衆に人気のあった人物で、政府はその死が何か事のきっかけになることを恐れていたが、ラマルクが死ぬと憂慮したとおり暴動が発生してしまう。暴動は、小説においても、史実通りに失敗に終わる。ラマルクの人物について、『レ・ミゼラブル』では次のように描写されている。
| ラマルクは名声の高い活動的な人物だった。彼は帝政と王政復古との下において、両時代に必要なる二つの勇気を相次いで示した、すなわち戦場の勇気と演壇の勇気を。勇敢であるとともにまた雄弁であった。その言論のうちには剣の刃が感ぜられた。先輩たるフォアのように、指揮権を高くかざした後に自由を高くふりかざした。左党と極左党との間に席を占め、未来の吉凶を顧慮しないので民衆から愛せられ、かつて皇帝によく仕えたので群集から愛せられていた。ジェラール伯およびドルーエ伯とともに、ナポレオン胸中の元帥のひとりであった。一八一五年の条約には、自身親しく侮辱を受けたかのように激昂した。直接の憎悪をウェリントンに向けた。その憎悪は群集の気に入るものだった。その後十七年間、彼はその間に起こった事変にはほとんど注意も払わず、ワーテルローを痛むの念をおごそかに守っていた。最期の時には、臨終の苦悶のうちに、百日の将校らから贈られた一本の剣を胸に抱きしめていた。ナポレオンは軍隊という一語を発して死んだが、ラマルクは祖国という一語を発して死んだ。 |